# Solanum pampaninii
Solanum pampaninii är en potatisväxtart som beskrevs av Emilio Chiovenda. Solanum pampaninii ingår i släktet skattor som ingår i familjen potatisväxter. Inga underarter finns listade i Catalogue of Life.